# Papirduen
|  | Denne artikel er oprettet af botten PalnaBot ud fra en ekstern database. Den kan derfor have sproglige fejl eller mangler. Denne skabelon kan fjernes efter kontrol af indholdet. |

Papirduen er en kortfilm fra 1988 instrueret af Elizabeth Thomsen efter eget manuskript.

## Handling
En novellefilm, der beskriver den 7-årige Christians oplevelse af forældrenes opbrud.